# Urobotrya
Urobotrya,  biljni rod iz porodice Opiliaceae opisan 1905. godine. Postoje sedam priznatih vrsta grmova i manjeg drveća iz tropske Afrike (Angola, Kamerun, Republiki Kongo, DR Kongo, Srednjoafrička Republika, Ekvatorijalna Gvineja, Gvineja, Obala Slonovače, Liberija, Nigerija, Sijera Leone i Gabon), jugoistočne Azije (Vijetnam, Tajland, Kambodža, Laos, Mali sundski otoci, Mjanmar, Borneo) i jedna vrsta u Kini
Urobotrya siamensis i Urobotrya congolana koriste se lokalno u medicinske svrhe

## Vrste
1. Urobotrya congolana (Baill.) Hiepko
2. Urobotrya floresensis Hiepko
3. Urobotrya latisquama (Gagnep.) Hiepko
4. Urobotrya longipes (Gagnep.) Hiepko
5. Urobotrya parviflora Hiepko
6. Urobotrya siamensis Hiepko
7. Urobotrya sparsiflora (Engl.) Hiepko